# Игнатко, Ирина Владимировна
Ирина Владимировна Игнатко (род. 28 октября 1968) — доктор медицинских наук, профессор, член-корреспондент РАН (2016), специалист в области акушерства и гинекологии.

## Биография
В 2005 году защитила в Московской медицинской академии докторскую диссертацию по теме «Беременность высокого риска перинатальной патологии: патогенез плацентарной недостаточности, ранняя диагностика и акушерская тактика» (специальность «акушерство и гинекология»).
Является профессором на кафедре акушерства, гинекологии и перинатологии Первого Московского государственного медицинского университета. Состоит в качестве научного редактора в журнале «Вопросы гинекологии, акушерства и перинатологии», входит в состав диссовета в Первом МГМУ им. И. М. Сеченова по специальностям «акушерство и гинекология», «хирургия», диссовета в ФГБУ «НМИЦ АГП им. В. И. Кулакова» по специальности «акушерство и гинекология».
В 2008 году была удостоена Премии РАМН им. Л. С. Персианинова за лучшую работу в акушерстве. За работу «Разработка и внедрение высокотехнологичных методов исследования состояния матери и плода для обеспечения здоровья будущего поколения» (2011) получила премию Правительства РФ по науке.
В начале 2016 года получила почётное звание «Профессор РАН», а с 28 октября 2016 года является членом-корреспондентом РАН по Отделению медицинских наук.

## Публикации
Ирина Игнатко — автор более двухсот публикаций, в том числе написала в соавторстве одиннадцать монографий, учебник по акушерству, три руководства по акушерству и гинекологии, двенадцать учебно-методических пособий. Основные публикации:
- Стрижаков А., Давыдов А., Белоцерковцева Л., Игнатко И. Физиология и патология плода (2004)
- Стрижаков А., Игнатко И. Физиология и патология эндокринной системы плода (2013)
- Стрижаков А., Игнатко И., Тимохина Е., Белоцерковцева Л. Патофизиология плода и плаценты (2015)
- Стрижаков А., Игнатко И., Тимохина Е., Рыбин М. Переношенная беременность (2006)
- Стрижаков А., Игнатко И. Акушерская тактика при тазовом предлежании плода (2009)
- Стрижаков А., Игнатко И. Потеря беременности: патогенез, диагностика, акушерская тактика (2007)
- Стрижаков А., Игнатко И., Тимохина Е., Белоцерковцева Л. Синдром задержки роста плода: патогенез, диагностика, лечение, акушерская тактика (2014)
- Клинические лекции по акушерству и гинекологии (под ред. Игнатко И., Стрижаков А., Давыдов А., 2010)
- Стрижаков А., Игнатко И., Тимохина Е., Карданова М. Критическое состояние плода: диагностические критерии, акушерская тактика, перинатальные исходы (2018).
- Стрижаков А., Игнатко И., Давыдов А. Акушерство (учебник для медвузов) (2020)
- Стрижаков А., Игнатко И., Родионова А. Фетальные аритмии (2021)